# 몰타 대통령
몰타의 대통령(몰타어: President ta' Malta)은 몰타의 헌법상 국가 원수이다. 대통령은 몰타 하원에서 간접적으로 선출되며, 5년 임기의 대통령을 임명하고 헌법을 "보존하고, 보호하고, 수호하겠다"는 선서를 하도록 요구한다. 몰타의 대통령은 또한 직간접적으로 몰타의 세 지역에 거주한다. 그들은 의회의 일부이며 사법부의 임명에 대한 책임이 있다. 행정권은 명목상으로는 대통령에게 주어지지만 실제로는 총리가 행사한다.

## 임시공백
대통령직이 일시적으로 공석일 때, 새로운 대통령이 임명될 때까지, 그리고 대통령직의 소유자가 몰타에 부재하거나 휴가 중이거나 헌법에 의해 부여된 기능을 수행할 수 없을 때, 그러한 기능은 야당 지도자와 상의한 다음에 총리가 임명한 개인에 의해 수행된다. 그러한 사람이 아직 임명되지 않은 경우에는 하원 의장이 대통령의 직무를 수행한다.

## 대통령기
몰타의 대통령은 1998년 12월 12일에 몰타의 대통령기를 제정되기 이전에 몰타의 국기를 사용했다. 몰타의 국기는 대통령의 관저와 집무실, 그리고 그들이 참석하는 모든 경우에 게양된다.

## 같이 보기
- 몰타의 총리